# 상공의 날
상공의 날은 3월 셋째 수요일에 산업통상자원부 주관으로 상공업의 진흥을 촉진하는 행사를 하는 법정기념일이다.